# جامعة حجة
جامعة حجة هي جامعة حكومية تقع في محافظة حجة شمال الجمهورية اليمنية. أُنشأت الجامعة بالقرار الجمهوري رقم (119) لسنة 2008م بشأن إنشاء جامعات (لحج، أبين، الضالع، حجة، البيضاء). 

## النشأة والكليات
قبل إنشاء الجامعة كانت بمحافظة حجة كليتان تتبعان جامعة صنعاء وهما:
1. كلية التربية حجة والتي تأسست في العام 1989م. ثم أضيفت لها بعض التخصصات في العلوم التطبيقية عام 2006م وأصبحت "كلية التربية والعلوم التطبيقية".
2. كلية التربية عبس والتي تأسست في العام 2002م.

بعد تأسيس الجامعة ضٌمت الكليتان إليها وتم التحديث والاستحداث للكليات الآتية:
1. كلية العلوم المالية والمصرفية والتي أنشأت في العام 2011م.
2. كلية العلوم التطبيقية والتي أنشأت في العام 2013م.
3. كلية التربية والعلوم الإنسانية - حجة بدلا عن كلية التربية - حجة في عام 2016.
4. كلية الزراعة والطب البيطري أنشأت في العام 2022م.
5. كلية الشريعة والقانون أنشأت في العام 2022م
6. كلية الطب والعلوم الصحية أنشأت عام 2024م.

## المراكز
بالإضافة إلى الكليات الأربع يتبع الجامعة عدة مراكز وهي:
1. مركز التطوير الاكاديمي وضمان الجودة.
2. مركز البحوث والدراسات الاستراتيجية.
3. مركز التنمية البشرية.
4. مركز التدريب وخدمة المجتمع.
5. مركر اللغات والترجمة.